# Tönet, ihr Pauken! Erschallet, Trompeten!

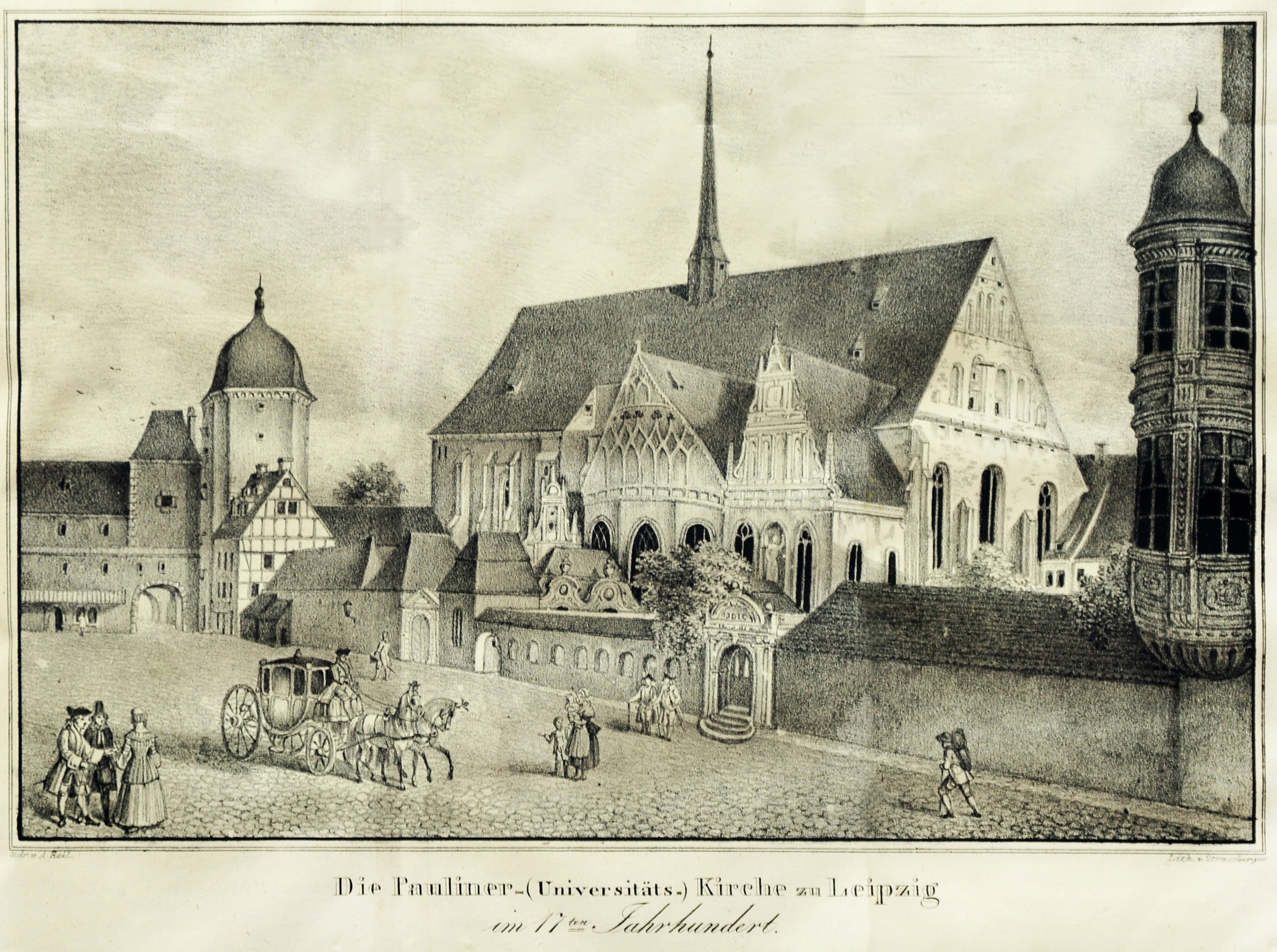
L'église de l'Université au XVIIe siècle, lithographie de Ernst Wilhelm Straßberger, ca. 1839.

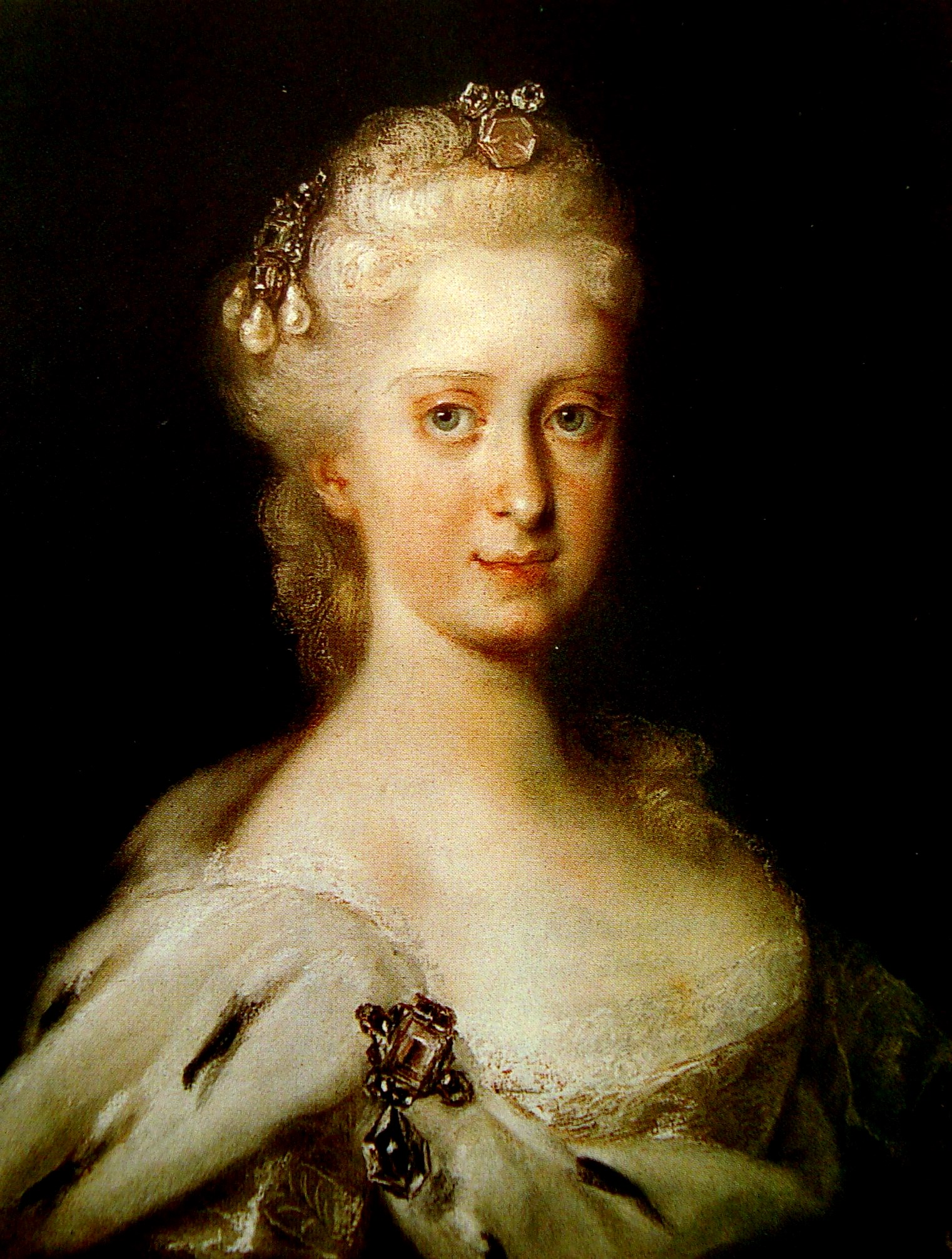
Marie-Josèphe d'Autriche, Archiduchesse d'Autriche, Grande Électrice de saxe et Reine de Pologne, belle-sœur et arrière petite cousine de Auguste II de Pologne

Tönet, ihr Pauken! Erschallet, Trompeten! (Résonnez, timbales ! Retentissez, trompettes !) (BWV 214), est une cantate profane de Johann Sebastian Bach, composée à Leipzig en 1733.

## Histoire et livret
Bach composa cette cantate pour le 34e anniversaire de Marie-Josèphe d'Autriche, femme d'Auguste III de Pologne, reine de Pologne et Grande Électrice de Saxe. Elle est également connue sous le titre « Glückwünschkantate zum Geburtstage der Königin ». Sa première représentation eut lieu le mardi 8 décembre 1733 dans l'église de l'Université de Leipzig avec pour titre Dramma per musica. Certaines parties de cette œuvre profane ont été retravaillées pour être intégrées dans l'Oratorio de Noël.
Dans cette œuvre en neuf parties, le poète - inconnu - fait chanter les louanges de la Reine par quatre déesses mythologiques.

## Structure et instrumentation
La cantate est écrite pour trois trompettes, timbales, deux flûtes traversières, deux hautbois, deux violons, alto et basse continue (avec orgue et basson) avec quatre solistes :
- Bellone, Déesse de la guerre (soprano)
- Athéna, Déesse des muses et de la science (alto)
- Eiréné, Déesse de la paix (ténor)
- Fama, Déesse de la renommée basse)

Il y a neuf mouvements :
1. chœur : Tonet, ihr pauken! Erschallet, trompeten!
2. récitatif (ténor) : Heut' ist der Tag
3. aria (soprano) : Blast die wohlgegriff'nen Floten
4. récitatif (soprano) : Mein knallendes Metall
5. aria (alto) : Fromme Musen! Meine Glieder!
6. récitatif (alto) : Uns're Konigin im Lande, die der Himmel zu uns Sandte
7. aria (basse) : Kron' und Preis gekronter Damen
8. récitatif (basse) : So dringe in das weite Erdenrund
9. chœur : Bluhet, ihr Linden in Sachsen, wie Cedern

## À noter
Il s'agit d'une des nombreuses cantates de félicitations des années 1733-1744 qui, du fait que leur création était liée à un personnage précis et pour une occasion unique, étaient destinées à une seule représentation. Il est possible que Bach ait voulu conserver les parties les meilleures et celles qui lui semblaient importantes en les reprenant dans son Oratorio de Noël. Le texte « Tönet, ihr Pauken! Erschallet, Trompeten! » dans le chœur d'ouverture est impressionnant à cause de l'ordre de présentation prévu de ces instruments. Le transfert de cantate d'origine laïque à un moment précis du cycle de Noël de cantates sacrées ne posait pas de difficultés à l'époque baroque. L’œuvre est marquée conformément à l'occasion de joie et d'humeur festive et est de nos jours l'une des plus populaires cantates profanes de Bach.